# صومعه یوریف

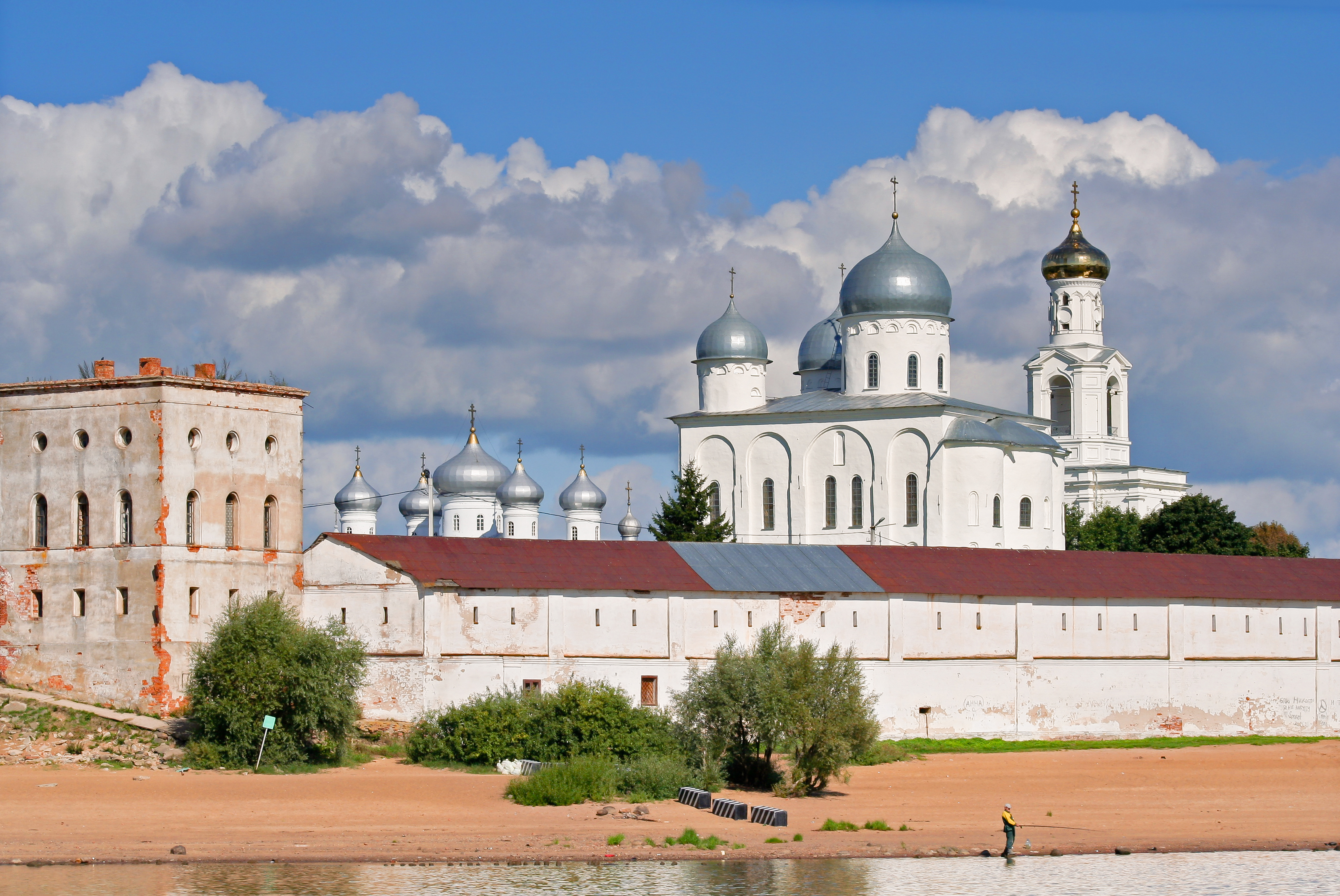
صومعه در ۲۰۱۰

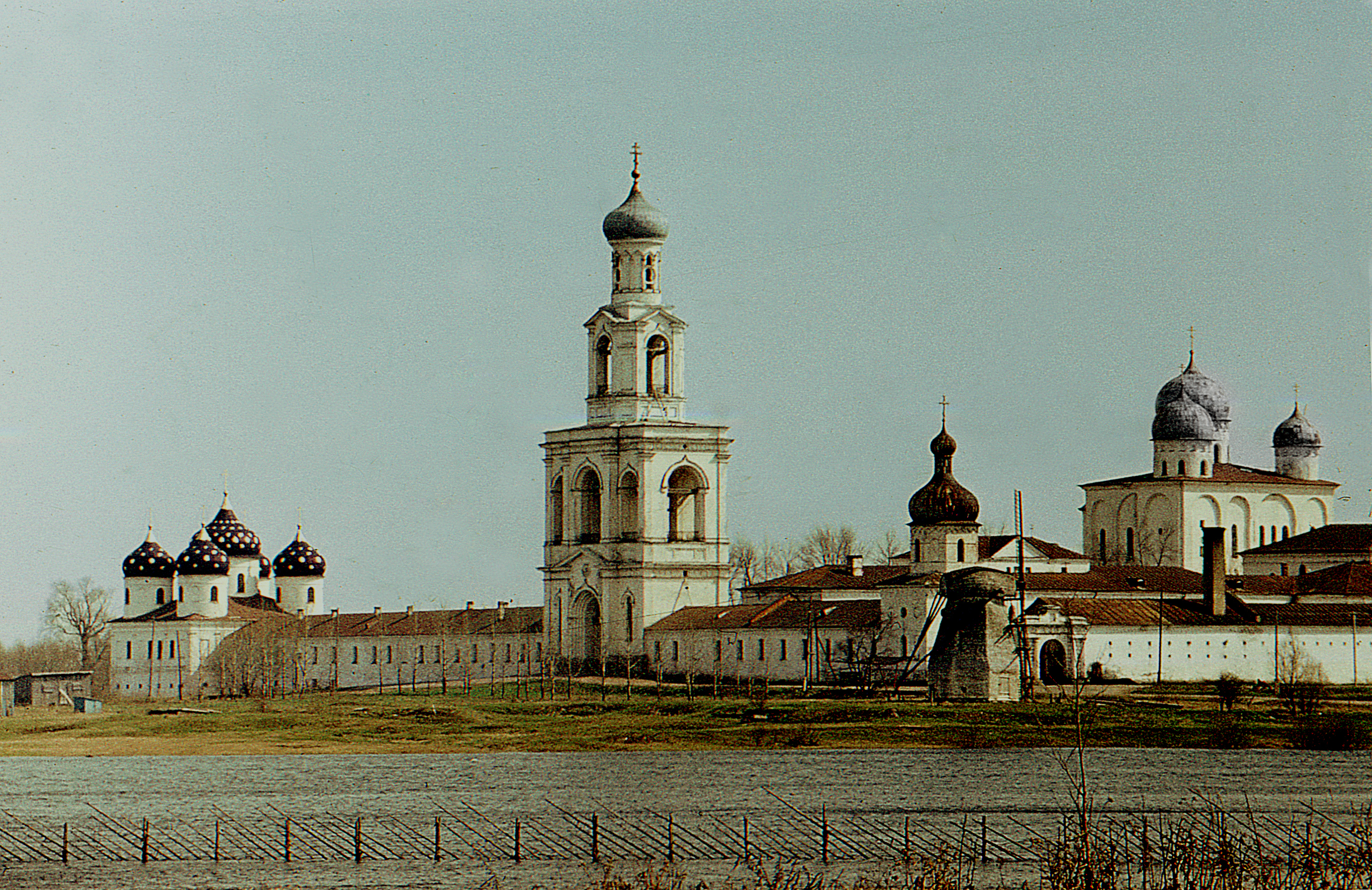
صومعه در ۱۹۷۶

صومعه سنت جورج (یوریف) (روسی: Юрьев монастырь) به عنوان قدیمی‌ترین صومعه روسیه شناخته می‌شود. این صومعه در ۵ کیلومتری جنوب نووگورود در ساحل چپ رود ولخوف، نزدیک به نقطه‌ای که رود از دریاچه ایلمن بیرون می‌آید، قرار دارد. این صومعه در گذشته مهم‌ترین صومعه در جمهوری قرون وسطایی نووگورود بود. اکنون این صومعه بخشی از سایت‌های میراث جهانی تحت عنوان بناهای تاریخی نووگورود و پیرامون آن است.